# ناحیه گریفین، شهرستان پوپ، آرکانزاس
ناحیه گریفین، شهرستان پوپ، آرکانزاس (به انگلیسی: Griffin Township) یک منطقهٔ مسکونی در ایالات متحده آمریکا است که در شهرستان پوپ، آرکانزاس واقع شده‌است. ناحیه گریفین ۹۰۱ نفر جمعیت دارد و ۱۵۳٫۰۱ متر بالاتر از سطح دریا واقع شده‌است.